# Кірен Перкінс
Кірен Перкінс (англ. Kieren Perkins, 14 серпня 1973) — австралійський плавець.
Олімпійський чемпіон 1992, 1996 років, призер 2000 року.
Чемпіон світу з водних видів спорту 1994 року, призер 1991 року.
Переможець Пантихоокеанського чемпіонату з плавання 1991, 1993, 1995 років.
Переможець Ігор Співдружності 1994 року, призер 1990, 1998 років.